# Анастасије Библиотекар
Анастасије Библиотекар (лат. Anastasius Bibliothecarius; око 810. — око. 878) био је главни библиотекар и архивиста римских папа, познат и по томе што је краће време био истакнут као антипапа.

## Биографија
Био је нећак бискупа Арсенија од Ортеа, некадашњег папског легата. У младости је од византијских монаха научио грчки језик, и захваљујући томе постао један од најученијих црквених вођа Италије у 9. веку.
Ако су тачни наводи надбискупа Хинкмара од Ремса и ако надбискуп није помешао двојицу људи, Анастасије је служио као презвитер у Риму све до 848. године када је одатле, из никад разјашњених разлога побегао. Екскомунициран је 850. године, а 853. на посебном синоду и анатемисан. Међутим, када је године 855. умро папа Лав IV, цар Лотар I (или његов наследник Луј II) истакнуо је Анастасија као кандидата, а потом потврдио као папу. Анастасијев понтификат је, међутим, спречио нови легитимно изабрани папа Бенедикт III. Нови папа је са својим супарником, пак, „благо поступио“, те су највероватније тада повучене или укинуте одлуке о анатеми и екскомуникацији.
За време понтификата Николе I Анастасије је служио као опат римског самостана Санта Мариа ин Трастевере. На том је месту је стекао папино поверење и постао његов лични секретар. Библиотекаром је постао за време понтификата Николиног наследника Хадријана II. Био је упетљан 868. године у скандал везан за брата по имену Елевтерије, који је силовао и убио папину кћер.
Као особа од царевог поверења, Атанасије је послат 869. у дипломатску мисију у Цариград како би покушао издејствовати брак између византијског престолонаследника Лава, најстаријег сина цара Василија I и Лујеве кћери-јединице Ерменгард. Током мисије је 870. одржан Четврти цариградски сабор (римокатолички) на коме је Анастасије учествовао, заступајући папине ставове (не мешати овај сабор са Четвртим цариградским православним који је био 879–880). Библиотекаром је наставио бити и под Јован VIII. Као датум смрти се обично наводи 878. година, с обзиром на то да се следеће године као главни папски библиотекар спомиње Захарије од Агагнија.
Анастасије је познат као преводилац службених докумената византијске Цркве, као и аутор историјског дела Chronographia tripartita. Сачувана су и писма, односно кореспонденција коју је водио са цариградским патријархом Фотијем.